# Telema nipponica
Espèce
Synonymes
- Merizocera nipponica Yaginuma, 1972

Telema nipponica est une espèce d'araignées aranéomorphes de la famille des Telemidae.

## Distribution
Cette espèce est endémique du Japon.

## Publication originale
- Yaginuma, 1972 : The fauna of the lava caves around Mt. Fuji-san IX. Araneae (Arachnida). Bulletin of the National Museum of Nature and Science, Tokyo, vol. 15, p. 267-334.